# Strigeatida
Die Strigeatida, nach neuerer Literatur auch als Diplostomida bezeichnet, sind eine Familie der digenen Saugwürmer. Ordnungstypische Merkmale sind der gegabelte Schwanz der Zerkarien mit und die beiden Protonephridien der Miracidien. Medizinisch am bedeutendsten sind die Vertreter der Schistosomatidae.
Familien:
- Bolbocephalodidae
- Brauninidae
- Clinostomatidae
- Cyathocotylidae
- Diplostomidae
- Protrodiplostomatidae
- Sanguinicolidae
- Schistosomatidae
- Spirorchiidae
- Strigeidae